# Aricia lepsinskana
Aricia lepsinskana är en fjärilsart som beskrevs av Obraztsov 1935. Aricia lepsinskana ingår i släktet Aricia och familjen juvelvingar. Inga underarter finns listade i Catalogue of Life.